# Hugot & Pecto
Hugot & Pecto war ein Hersteller von Automobilen aus Frankreich.

## Unternehmensgeschichte
Charles-Ferdinand Hugot gründete 1905 das Unternehmen in Paris als Nachfolgeunternehmen von C. Hugot zur Automobilproduktion. Der Markenname lautete Hugot & Pecto. 1905 endete die Produktion.

## Fahrzeuge
Das einzige Modell war ein Zweisitzer. Für den Antrieb sorgte ein Einzylindermotor mit 697 cm³ Hubraum. Der Motor war vorne im Fahrzeug montiert und trieb über Riemen die Hinterachse an. Das Modell wurde auch bei Autorennen eingesetzt.